# Občine v Sloveniji
Občine v Sloveniji so oblika lokalne samouprave, ki so določene s členi 138. do 144. Ustave Republike Slovenije. V Sloveniji je 212 občin, ki imajo vsaka svojega župana. 

## Splošno
V Sloveniji je 212 županov in ~5304 občinskih svetnikov, ki so voljeni vsake štiri leta. V občinah, kjer so ustanovljeni ožji deli, ob tem volimo tudi člane krajevnih, vaških oziroma četrtnih skupnosti. Če občinski svet šteje od 7 do 11 članov, člane volimo po večinskem načelu. Če šteje 12 do 45 članov, člane volimo po proporcionalnem načelu.
Glede na sedanjo zakonodajo je občina lokalno samoupravna skupnost, ki zagotavlja:
- osnovno šolanje,
- primarno zdravstveno varstvo občanov,
- preskrbo z življenjskimi potrebščinami,
- komunalno opremljenost,
- poštne storitve,
- finančne storitve hranilnice ali banke,
- knjižnico in
- prostore za upravno dejavnost lokalne skupnosti.

Po zakonodaji mora imeti občina najmanj 5.000 prebivalcev (ta pogoj je lahko zaradi geografskih, obmejnih, narodnostnih, zgodovinskih ali gospodarskih razlogov omiljen, tako da ima lahko občina tudi manj kot 5.000 prebivalcev).

### Zakonodaja
Na občine v Sloveniji se nanašajo naslednji zakonski akti:
- členi 138. do 144. Ustave Republike Slovenije,
- Zakon o postopku za ustanovitev občin Republike Slovenije (predpisuje dogajanje po izvedenem referendumu)
- Zakon o referendumu za ustanovitev občin Republike Slovenije (predpisuje velikost referendumskega območja in volilne upravičence (volijo lahko tudi tujci s stalnim prebivališčem v referedumskem območju)) in
- Zakon o lokalni samoupravi Republike Slovenije (določa pogoje, ki jih morajo izpolnjevati lokalne samoupravne enote in občine).

### Razdelitev
Glede na tip občine se delijo na:
- mestne in
- običajne občine.

## Občine
- 60 občin: ob osamosvojitvi Slovenije leta 1991 je bila Slovenija razdeljena na 60 občin (seznam)
- 147 občin: leta 1995 je bilo na ozemlju Slovenije 147 občin.
- 193 občin: Leta 1998 je bilo ustanovljenih še 46 občin, junija 2002 pa se je od Občine Litija odcepila Občina Šmartno pri Litiji. Tako je bilo leta 2005 število občin 193 (seznam).
- 205 občin: januarja 2006 je bil izveden posvetovalni referendum o občinah, na katerem so prebivalci dotičnih naselij glasovali o ustanavljanju novih občin. Po rezultatih referenduma so se prebivalci odločili za še 12 novih občin; Državni zbor Republike Slovenije je 1. marca 2006 potrdil referendume in nove občine – skupaj 205. (seznam)[1]:

- Apače
- Cirkulane
- Kostanjevica na Krki
- Makole
- Mokronog - Trebelno
- Poljčane
- Renče - Vogrsko
- Središče ob Dravi
- Straža
- Sveta Trojica v Slovenskih goricah
- Sveti Tomaž
- Šmarješke Toplice

- 210 občin: 8. aprila 2006 je bil izveden še drugi posvetovalni referendum o občinah, ki je zajemal območja 8 možnih novih občin: Gorje, Log - Dragomer, Poljane, Rakek, Rečica ob Savinji, Spodnja Idrija, Sveti Jurij v Slovenskih goricah in Šentrupert. 4. maja 2006 je Vlada Republike Slovenije poslala v Državni zbor predlog o ustanovitvi petih novih občin, s tem se je število občin povečalo že drugič, tokrat na 210:

- Gorje
- Log - Dragomer
- Rečica ob Savinji
- Sveti Jurij v Slovenskih goricah
- Šentrupert

- 211 občin: februarja 2011 je bila po zakonodajnih zapletih ustanovljena Občina Mirna, Občina Ankaran pa ne.
- 212 občin: junija 2011 je Ustavno sodišče Republike Slovenije ustanovilo Občino Ankaran[2].